# Notioanatolikos Parnassos – Ethnikos Drymos Parnassou – Dasos Tithoreas, Spilaiovarathro
Notioanatolikos Parnassos – Ethnikos Drymos Parnassou – Dasos Tithoreas, Spilaiovarathro este o arie protejată (arie specială de conservare — SAC, sit de importanță comunitară — SCI) din Grecia întinsă pe o suprafață de 18.626,65 ha, integral pe uscat.

## Localizare
Centrul sitului Notioanatolikos Parnassos – Ethnikos Drymos Parnassou – Dasos Tithoreas, Spilaiovarathro este situat la coordonatele 38°32′19″N 22°32′56″E / 38.538621°N 22.548952°E.

## Înființare
Situl Notioanatolikos Parnassos – Ethnikos Drymos Parnassou – Dasos Tithoreas, Spilaiovarathro a fost declarat sit de importanță comunitară în august 1996 pentru a proteja 1 specie de plante și 3 specii de animale. Situl a fost protejat și ca arie specială de conservare în martie 2011.

## Biodiversitate
Situată în ecoregiunea mediteraneană, aria protejată conține 10 habitate naturale: Pajiști alpine și boreale, Lande oro-mediteraneene cu formațiuni endemice de grozamă, Pseudostepă cu ierburi și specii anuale de Thero-Brachypodietea, Formațiuni ierboase bogate în specii de Nardus, dezvoltate pe substraturi silicioase în zone montane (și în zone submontane, în Europa continentală), Grohotișuri est-mediteraneene, Pante stâncoase calcaroase cu vegetație casmofită, Peșteri inaccesibile publicului, Păduri de Quercus ilex și Quercus rotundifolia, Păduri de pin (sub-) mediteraneene cu pini negri endemici, Păduri endemice cu Juniperus spp..
La baza desemnării sitului se află mai multe specii protejate:
- plante (1): Bupleurum capillare
- amfibieni (1): izvoraș-cu-burta-galbenă (Bombina variegata)
- mamifere (2): liliac cârn (Barbastella barbastellus), lupul (Canis lupus)

Pe lângă speciile protejate, pe teritoriul sitului au mai fost identificate 59 de specii de plante, 5 specii de amfibieni, 8 specii de mamifere, 15 specii de nevertebrate, 6 specii de reptile.